# Tuttobenigni
Pour plus de détails, voir Fiche technique et Distribution.
Tuttobenigni ou Tuttobenigni dal vivo est une captation vidéo des spectacles de rues du comédien italien Roberto Benigni réalisée par Giuseppe Bertolucci et sortie en 1983.

## Synopsis
Le film présente de nombreux extraits des spectacles télévisés et théâtraux de l'humoriste toscan, qui se moque des habitudes des Italiens et en particulier de la politique de gouvernement des années 1980.
« Perché si chiama Democrazia Cristiana? Perché vogliono fare i furbi. Democrazia va bene, ma Cristiana? Perché? Come se io, per prendere i voti degli elettricisti, mi chiamassi Democrazia Elettrica »
« Pourquoi l'appelle-t-on Démocratie chrétienne ? Parce qu'ils veulent faire les malins. La démocratie, c'est bien, mais la démocratie chrétienne ? Pourquoi ? Comme si, afin d'obtenir les votes des électriciens, je m'appelais Démocratie électrique. »

## Fiche technique
- Titre original italien : Tuttobenigni[1]
- Réalisation : Giuseppe Bertolucci
- Scénario : Giuseppe Bertolucci, Roberto Benigni
- Photographie : Renato Tafuri
- Montage : Jannis Christopoulos
- Production : Ettore Rosboch
- Société de production : Best International Films, Rai 1
- Format : couleurs - 16 mm
- Pays de production :  Italie
- Langue originale : italien
- Durée : 90 minutes
- Genre : comédie
- Date de sortie :
  - États-Unis : 29 septembre 1983

## Distribution
- Roberto Benigni : lui-même